# Daily News
Die Daily News ist eine Tageszeitung aus New York City. Sie wurde 1919 gegründet und erschien als erste Tageszeitung im Kleinformat (Tabloid). Mit einer täglichen Auflage von 338.944 ist sie die siebtgrößte Zeitung der Vereinigten Staaten. Sie hat bis heute zehn Pulitzer-Preise gewonnen und gehört zum Medienkonzern Tronc.

## Geschichte
Die Daily News wurde von Joseph Medill Patterson gegründet. Er und sein Cousin Robert R. McCormick waren Co-Herausgeber der Chicago Tribune und Enkel des Gründers Joseph Tribune Medill. Als sie sich nicht mehr über die redaktionellen Inhalte der Tribune einigen konnten, beschlossen die beiden bei einem Meeting in Paris, dass Patterson eine neue Zeitung in New York lancieren sollte. Auf dem Rückweg traf Patterson Alfred Harmsworth, den Herausgeber des Daily Mirror, einer Londoner Boulevardzeitung. Beeindruckt von den Vorteilen des Kleinformats, brachte Patterson die Daily News am 26. Juni 1919 heraus.
Die Daily News war kein sofortiger Erfolg, im August 1919 betrug die Auflage gerade noch 26.625. Jedoch fanden viele Pendler in New York das Kleinformat einfacher zu handhaben und so wuchs die Leserschaft stetig. Beim ersten Geburtstag der Zeitung im Juni 1920 betrug die Auflage über 100.000 und 1925 bereits über eine Million.
1982 und wieder in den frühen 1990er-Jahren während eines Zeitungsstreiks stellte die Daily News beinahe ihren Betrieb ein. 1982 bot die Muttergesellschaft Tribune die Zeitung zum Verkauf an. 1991 half der Millionär Robert Maxwell der Zeitung, ihren Betrieb aufrechtzuerhalten. Dieser verstarb kurz darauf und 1993 kaufte Mortimer Zuckerman die Zeitung und ist auch heute noch ihr Herausgeber.
Ein Sohn von Alfred Döblin, Peter Döblin, arbeitete als Schriftsetzer für die Daily News.
Am 4. September 2017 gab der in Chicago ansässige Medienkonzern Tronc, dem unter anderem auch The Los Angeles Times und The Chicago Tribune gehören, die vollständige Übernahme der Daily News L.P. bekannt. Der Kaufpreis soll aufgrund der übernommenen Schulden symbolisch 1 Dollar gewesen sein.